# Dimitri Petratos
Dimitri Petratos (Sydney, 1992. november 10. –) ausztrál válogatott labdarúgó, aki jelenleg a Newcastle Jets játékosa.

## Pályafutása

### Klubcsapatban
2009 és 2012 között a Penrith Nepean United, a Sydney és a Sydney Olympic csapataiban nevelkedett, majd az első csapat játékosa lett. 2012. december 7-én a malajziai Kelantan játékosa lett, erős játékkal és fontos gólokkal segítette csapatát. 2013 júniusában egy évre aláírt a Brisbane Roar csapatához. 2017. január 24-én az Ulszan Hyundai csapatába igazolt, dr fél év elteltével elhagyta a klubot és a Newcastle Jets csapatával kötött szerződést.

### A válogatottban
Részt vett a 2010-es U19-es ifjúsági bajnokságon és a U19-es Ázsia-bajnokságon, valamint a 2011-es U20-as labdarúgó-világbajnokságon. 2018. március 23-án mutatkozott be a Norvégia elleni felkészülési mérkőzésen a felnőtt válogatottban.

## Sikerei, díjai

### klub
- Brisbane Roar
  - Ausztrál bajnok – Alapszakasz: 2014
  - Ausztrál bajnok – Rájátszás: 2014

### Válogatott
- Ausztrália U19
  - U19-es ifjúsági bajnokság: 2010